# Alois Kothgasser
Alois Kothgasser, S.D.B. (Sankt Stefan im Rosental, 29 de maio de 1937 — Salzburg, 22 de fevereiro de 2024) foi um prelado austríaco, arcebispo-emérito de Salzburgo.
Entrou para a Congregação dos Salesianos em 1955, sendo ordenado padre em 9 de fevereiro de 1964. Em 23 de novembro de 1997, foi consagrado bispo de Innsbruck. Em 27 de fevereiro de 2002, foi elevado a arcebispo de Salzburgo e Primaz da Germânia. Renunciou à Sé em 4 de novembro de 2013.